# Johan Börjesson

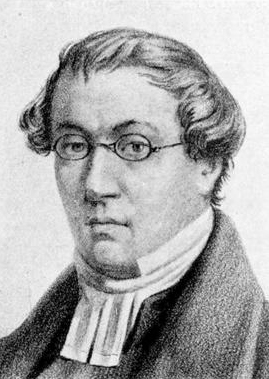
Johan Börjesson (ca. 1820)

Johan Börjesson (1790 - 6 mei 1866) was een Zweeds dichter. Op zijn oude dag schreef hij elegische lyriek. Börjesson werd in 1859 lid van de Zweedse Academie, na Albrecht Elof Ihre op zetel 3.